# Tort kijowski
Tort kijowski (ukr. Ки́ївський торт) — wyrób cukierniczy, produkt Kijowskiej Fabryki Cukierniczej. W ciągu swojej siedemdziesięcioletniej historii stał się jednym z symboli Kijowa.

## Opis
Tort składa się z dwóch biszkoptów z bezy białkowo-orzechowej i warstwami kremu maślanego. Powierzchnię ciasta dekoruje się różnymi warstwami kremów, boczną powierzchnię posypuje się okruchami orzechów. Opakowanie tortu posiada grafikę z zieloną gałązką kasztanowca i dwa kasztany.

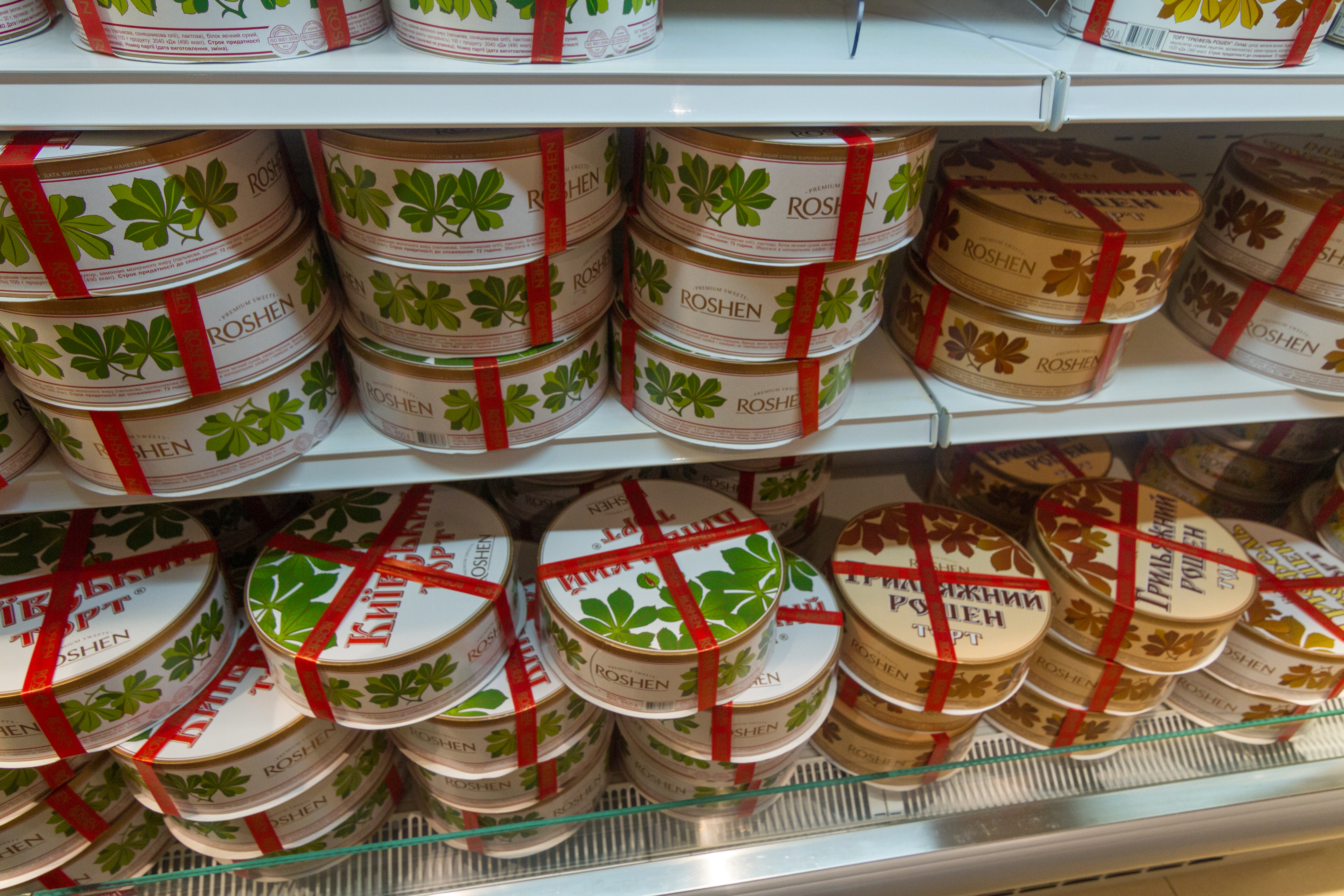
Pudełko z mrożonym tortem kijowskim

## Historia

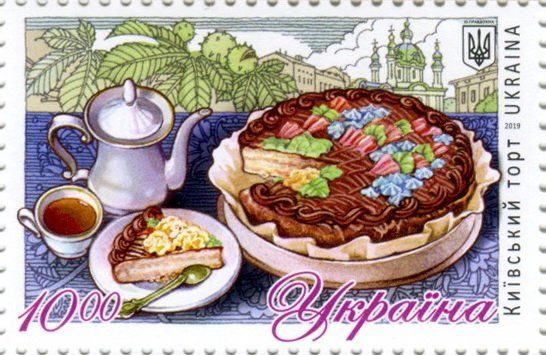
Znaczek pocztowy z tortem kijowskim, 17 maja 2019 r

Oficjalne dane podają, jakoby ciasto powstało w 1956 roku w wyniku wielu prób. W 1973 roku Hanna Kuryło i Hałyna Fastowec-Kalinowska, mistrzynie cukiernictwa Kijowskiej Fabryki Cukierniczej, otrzymały świadectwo patentowe Rady Ministrów Ukraińskiej SRR ds. Wynalazków i Odkryć.
Receptura „torta kijowskiego” ulegała zmianom:, w latach 70. cukiernicy udoskonalili proces przygotowania mieszanki białkowo-orzechowej, potem zaczęto dodawać do ciasta orzechy laskowe, eksperymentować z orzeszkami ziemnymi i orzechami nerkowca.

## Ciekawostki
- Szczegółowa oryginalna receptura w kijowskiej fabryce jest nadal utrzymywana w tajemnicy[3].
- 8 grudnia 2020 roku w Kijowie powstała miniaturowa rzeźba tortu, na fasadzie fabryki Roshen (Aleja Nauki, 1) w ramach projektu "Szukaj". Rzeźbiarką jest Daria Wowk. Napis pod rzeźbą "Potrzyj - będziesz szczupły"[2].